# Calomys tener
El ratoncito delicado (Calomys tener)  es una  especie de roedor de la familia Cricetidae propia de Sudamérica. Se conoce en Brasil, Uruguay, Argentina, Paraguay.
Según los análisis de ADN su separación de la especie Calomys musculinus ocurrió al menos hace 2 crones (millones de años).[cita requerida]